# Rasa de la Mosquera
La Rasa de la Mosquera és un torrent afluent per l'esquerra del Torrent de la Vilella, a la Vall de Lord.
Neix al vessant meridional de la Serra de Guixers i fa tot el seu recorregut cap a l'oest. 280 metres després del seu naixement, surt del terme municipal de Guixers a uns 430 metres al nord-est (cap a la 1 del rellotge) del Coll de Berla per, tot seguit, abocar les seves aigües al Torrent de la Vilella a poc més de 200 metres al sud de la masia de la Vilella.

## Municipis que travessa
|                                                   | Longitud (en m.) | % del recorregut |
| ------------------------------------------------- | ---------------- | ---------------- |
| Per l'interior del municipi de Guixers            | 280              | 28,28%           |
| Per l'interior del municipi de la Coma i la Pedra | 710              | 71,72%           |

## Xarxa hidrogràfica
La xarxa hidrogràfica de la Rasa de la Mosquera té un total de 5 cursos fluvials dels quals 4 són tributaris de 1r nivell de subsidiarietat. La totalitat de la xarxa suma una longitud de 1.393 m.

### Distribució municipal
El conjunt d'aquesta xarxa hidrogràfica transcorre pels següents termes municipals:
| Municipi           | Cursos o trams | Longitud que hi transcorre |
| ------------------ | -------------- | -------------------------- |
| La Coma i la Pedra | 3              | 855 m.                     |
| Guixers            | 4              | 538 m.                     |